# Domingo Maza Zabala
Domingo Felipe Maza Zavala (4 de noviembre de 1922 – 7 de noviembre de 2010) fue un notable economista, docente universitario y periodista de Venezuela. Director del Banco Central de Venezuela entre 1997 hasta 2004. Previamente fue miembro del COPRE (1985) y también fue diputado del Congreso de la República durante dos períodos (1969–1971). Fue profesor de la UCV.

## Comienzos
Se graduó de bachiller en filosofía en 1940, su principal vocación profesional se inclinaba hacía la medicina, pero debido a los escasos recursos de su familia, decidió estudiar Economía, ya que no requería de tanta inversión monetaria, así que obtuvo su licenciatura en Ciencias, Económicas y Sociales en la Universidad Central de Venezuela (UCV) en 1949, en la misma casa de estudios, donde alcanzó el título de doctor en el año de 1962. Comenzó a trabajar como periodista en la revista Élite, de la cual salió en 1948, mismo año en que inició su labor de redactor económico en el diario El Nacional.
En 1949, tras obtener su título de economista, comenzó a trabajar en el Banco Central de Venezuela (BCV), labor que compartía con la de periodista.  

## Carrera
La carrera de Maza Zavala dentro del BCV fue amplia. Desde que comenzó en el Departamento de Investigaciones Económicas hasta formar parte del directorio en 1997, lugar que dejó en 2007. Fue también director del Instituto de Investigaciones Económicas y Sociales de la UCV (1963-1968), miembro del Consejo Técnico del Centro de Estudios del Desarrollo, (1963-1971) y Decano de la Facultad de Ciencias Económicas y Sociales de la UCV (1972-1975). Asimismo, fue profesor en la Universidad Central de Venezuela, Universidad Católica Andrés Bello y Santa María, en la cual se desempeñó como coordinador de cursos de Postgrado en Economía y Administración.
También fue diputado del Congreso de la República durante dos períodos (1974-1979 y 1979-1984). Del mismo modo, participó en la Comisión Presidencial para la Nacionalización Petrolera (1969-1971) y en Comisión Presidencial para la Reforma del Estado (1985). Fue Individuo de Número de la Academia Nacional de Ciencias Económicas, la cual presidió entre 1984 y 1986.
Maza Zavala se identificaba a sí mismo como socialista, pero no compartió la forma en que el presidente Hugo Chávez lo trató de implementar en Venezuela. «Mi orientación desde muchacho fue marxista», dijo en su libro Yo, el Banco Central y la economía venezolana. Pero su interpretación no era ortodoxa. Proponía que los cambios debían construirse y no imponerse. En este sentido, siguiendo a Marx, Maza Zavala defiende la tesis de que no se puede alcanzar el socialismo desde el capitalismo subdesarrollado de Venezuela sino cuando el capitalismo «ha agotado su potencial de desarrollo y entra en crisis, la cual determina una revolución social».